# 피에르 아고스티니
피에르 아고스티니(프랑스어: Pierre Agostini, 프랑스어 발음: [pjɛʁ aɡɔstini], 1941년 7월 23일~)는 프랑스의 실험물리학자이며 오하이오 주립 대학교 명예교수이다. 2023년에 물질의 전자 세계를 탐구할 수 있게 아토초(100경분의 1초) 빛 펄스를 생성하는 실험 방법을 제시한 공로로 안 륄리에, 크러우스 페렌츠와 함께 노벨 물리학상을 공동 수상했다.

## 수상 경력
- 2003년: 게이뤼삭 훔볼트 상
- 2007년: 윌리엄 F. 메거즈상 분광학 부문
- 2023년: 노벨 물리학상